# Skinflats
Skinflats est un village situé dans le Falkirk, en Écosse.